# 벤질기

벤질기 및 유도체: 벤질기, 벤질 라디칼, 벤질아민, 브로민화 벤질, 벤질 클로로포메이트, 및 벤질 메틸 에터. R = 헤테로원자, 알킬기, 아릴기, 알릴기 등 또는 기타 치환기.

벤질기(영어: benzyl group)는 유기화학에서  C6H5CH2–구조를 갖는 치환기 또는 분자 단편이다. 벤질기는 CH2기에 부착된 벤젠 고리를 특징으로 한다.

## 같이 보기
- 벤젠
- 작용기